# Ludmiła Radczenko
Ludmiła Władimirowna Radczenko (ros. Людмила Владимировна Радченко) (ur. 11 listopada 1978 w Omsku) – rosyjska modelka, artystka, aktorka i prezenterka telewizyjna.

## Praca w telewizji
- La sai l'ultima? (2001)
- Passaparola (2001–2002)
- Spicy Tg (2003)
- La talpa (2005)
- On the Road (2006)
- Tuning and Fanatics (2007)
- Reality Game (2007)
- Modeland (2008)

## Filmografia
| Rok  | Tytuł                                  | Rola    | Uwagi               |
| ---- | -------------------------------------- | ------- | ------------------- |
| 2005 | Il viaggio                             |         |                     |
| 2006 | R.I.S. Delitti imperfetti              |         | w 2 odcinkach       |
| 2006 | A Light of Passion                     |         |                     |
| 2008 | Scaccomatto                            |         |                     |
| 2009 | L'ispettore Coliandro: Sesso e segreti |         | program telewizyjny |
| 2009 | Un posto al sole d'estate              | Natasha | opera mydlana       |
| 2010 | Ganja Fiction                          | Luna    | film                |

## Agencje mody
- Urban Management
- Gwen Management